# The Joint
The Joint was een Britse muziekgroep die heeft bestaan tussen juli 1967 en augustus 1969. De band kwam voort uit John Andrews and The Lonely Ones.
The Lonely Ones ontstonden in 1961 en kregen in 1966 versterking van Rick Davies. Andere bekende leden waren Noel Redding (gitaar, later The Jimi Hendrix Experience) en Jim Leverton (basgitaar, later met Geoff Richardson).
Leden van de band The Joint waren:
- John Andrews – zang, basgitaar
- Trevor Williams – gitaar, zang
- Keith Bailey – slagwerk
- Rick Davies – toetsinstrumenten, zang
- Steve Jolliffe – blaasinstrumenten.

De band leidde een armetierig bestaan totdat ze in Genève muziek mogen opnemen voor de film What’s happening. Later volgden Jet generation en Lieber und so weiter. In juni 1968 verving Steve Brass Steve Jolliffe, die in Berlijn aan het conservatorium ging studeren. Stanley August Miesegaes (kortweg Sam, Nederlands miljonair) nam de band onder zijn hoede, maar zal uiteindelijk de band ook laten sterven. In 1969 nam de band een aantal demo’s op in München, maar in augustus halen Davies en Miesegaes de stekker uit The Joint.
Jolliffe kwam later terecht in Steamhammer en zou een jaar in Tangerine Dream zingen en spelen.
Davies schreef een advertentie uit voor nieuwe musici en een van de sollicitanten was Roger Hodgson. Zij startten samen de band Daddy. Als in januari 1970 Richard Palmer-James zich bij de groep voegt, wijzigt de naam van de band. Davies en Palmer James zijn beide literair aangelegd, naamgever voor de nieuwe band is "Autobiography of a Supertramp" door R.E. Davies. Nieuw naam: Supertramp.
Tot een album heeft The Joint het nooit gebracht.